# Pôle territorial du Grand Libournais
Pour les articles homonymes, voir Libournais.

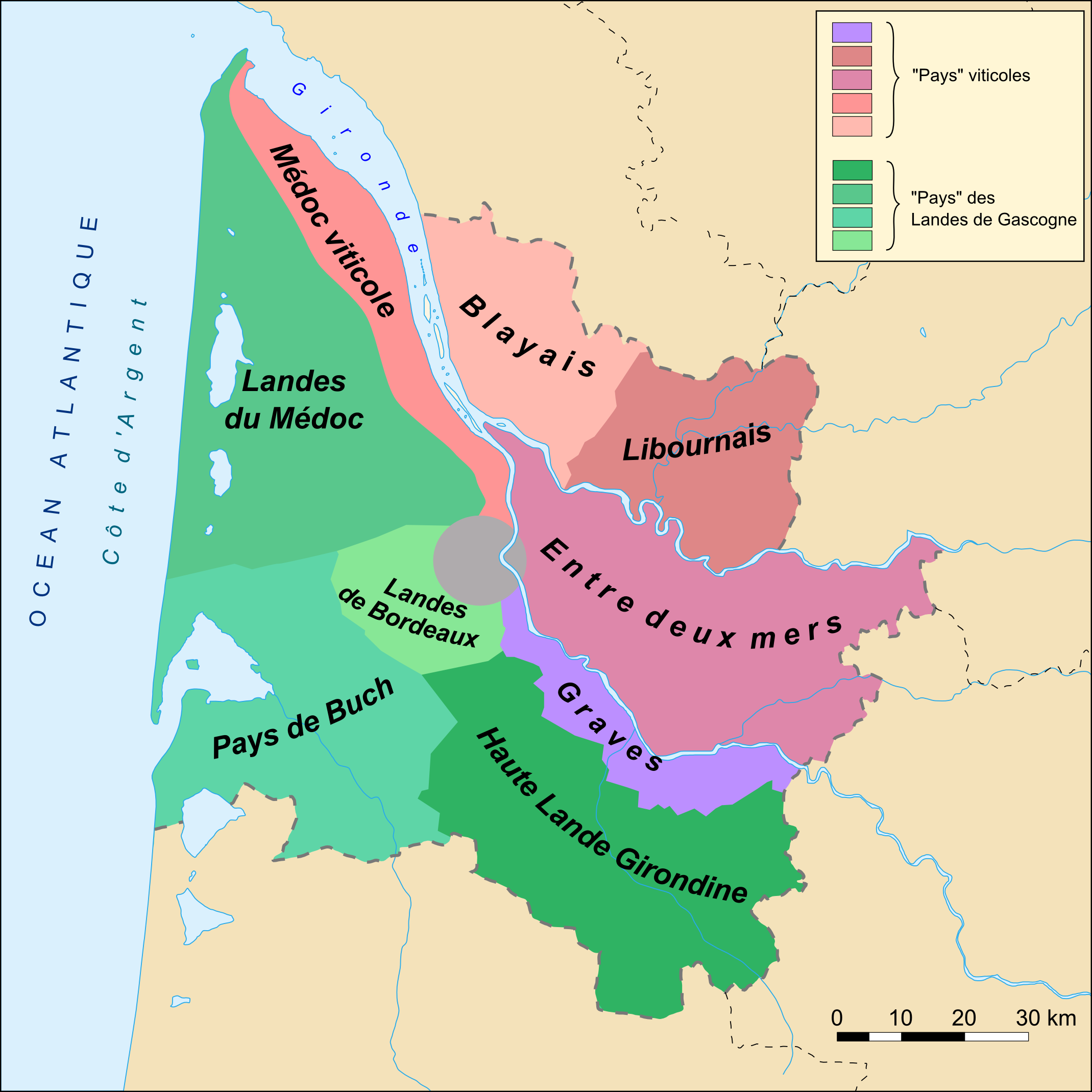
Carte de la Gironde

Le Pôle territorial du Grand Libournais est un Pôle d'équilibre territorial et rural (PETR) situé dans les départements de la Gironde et de la Dordogne. La ville principale en est Libourne.
Le 1er janvier 2017, le Pays du Libournais auparavant sous le statut du Pays devient un pôle d'équilibre territorial et rural.

## Géographie
Le Grand Libournais est limitrophe du département de la Charente-Maritime au nord, de la Dordogne à l'est.

Deux des communes adhérentes sont dordognaises, Saint-Michel-de-Montaigne, de la communauté de communes Castillon-Pujols, et Port-Sainte-Foy-et-Ponchapt, de la communauté de communes du pays Foyen.
Trois cours d'eau principaux irriguent ce territoire :
- la Dordogne d'est en ouest ;
- l'Isle ;
- et la Dronne.

## Intercommunalités
Le pôle territorial est composé d'une communauté d'agglomération et de quatre communautés de communes :
- Communauté d'agglomération du Libournais (CALI)
- Communauté de communes Castillon-Pujols
- Communauté de communes du Fronsadais
- Communauté de communes du Grand Saint-Émilionnais
- Communauté de communes du pays Foyen

Il comprenait les anciennes communautés de communes suivantes :
- Communauté de communes du pays de Coutras (fusionnée dans la communauté de communes du Nord Libournais)
- Communauté de communes de l'Entre-deux-Mers Ouest (fusionnée dans la communauté de communes du Brannais
- Communauté de communes du canton de Guîtres (fusionnée dans la communauté de communes du Nord Libournais)
- Communauté de communes du Libournais (fusionnée dans la communauté de communes du Nord Libournais)
- Communauté de communes du Lussacais (fusionnée dans la communauté de communes du Grand Saint-Émilionnais)
- Communauté de communes de la juridiction de Saint-Émilion (fusionnée dans la communauté de communes du Grand Saint-Émilionnais)
- Communauté de communes du Sud-Libournais (fusionnée dans la Communauté d'agglomération du Libournais)
- Communauté de communes du Brannais (dissoute au profit de la communauté d'agglomération du Libournais et de la communauté de communes Castillon-Pujols)

## Viticulture
Le Grand Libournais est un pays viticole de grande importance, avec notamment les appellations pomerol et saint-émilion. Le célèbre Château Pétrus de pomerol, et les crus classés de Saint-Émilion dont le fameux Château Cheval Blanc, sont parmi les vins rouges les mieux cotés au monde.
Mais, avec plus de douze appellations viticoles, le Libournais a également su séduire un large public par des vins plus accessibles, privilégiant notamment la rondeur. L'encépagement fait la part belle au merlot et au bouchet, se distinguant ainsi des autres vins du Bordelais (médoc et graves).